# The Gospel of John
The Gospel of John (en español El Evangelio de Juan) es una película épica de 2003 que relata la vida de Jesús según el Evangelio de Juan. La película es una adaptación palabra por palabra de la Good News Bible de la American Bible Society. Este largometraje épico de tres horas sigue el Evangelio de Juan con precisión, sin adiciones a la historia de los otros Evangelios u omisiones de los pasajes complejos del Evangelio. La película tuvo un presupuesto de $ 10–11 millones.

## Elenco
- Henry Ian Cusick como Jesús de Nazaret
- Christopher Plummer como el narrador
- Stuart Bunce como Juan
- Daniel Kash como Simon Peter
- Stephen Russell como Poncio Pilato
- Alan Van Sprang como Judas Iscariote
- Diana Berriman como María, madre de Jesús
- Richard Lintern como líder fariseo
- Scott Handy como Juan el Bautista
- Lynsey Baxter como María Magdalena
- Diego Matamoros como Nicodemo
- Nancy Palk como Mujer samaritana
- Elliot Levey como Natanael
- Andrew Pifko como Felipe
- Cedric Smith como Caifás
- Tristan Gemmill como Andrew
- Stuart Fox como ciego
- David Meyer como Lame Man
- Nicolás Van Burek como joven levita
- William Pappas como anciano levita

## Recepción

### Respuesta crítica
En el sitio web del agregador de reseñas Rotten Tomatoes, dio un 37% de las 49 reseñas de los críticos como positivas, con una calificación promedio de 5.1/10. El consenso crítico del sitio web dice: "El Evangelio de Juan adopta un enfoque reverente de su historia sin darle vida, lo que demuestra que basarse en el Buen Libro no es suficiente para garantizar una buena película". Metacritic, que utiliza un promedio ponderado, asignó a la película una puntuación de 52 sobre 100 según las respuestas de 14 críticos, lo que indica "críticas mixtas o promedio".

### Críticas
Si bien la película es en gran parte una descripción fiel del Evangelio de Juan, un crítico señaló que la inclusión de María Magdalena en la Última Cena no tiene una cita bíblica directa y podría causar problemas a los espectadores que prefieren solo referencias bíblicas directas.